# Kaple svatého Kříže (Letňany)
Kaple svatého Kříže v Letňanech v Praze stojí ve východní části parku mezi ulicemi Stará náves a Tvrdého v místech bývalé návsi. Od roku 1991 je chráněna jako nemovitá kulturní památka České republiky.

## Historie
Kaple pochází z roku 1865 a je dokladem původní zástavby starých Letňan. Stojí na místě dřevěné zvoničky, která byla v polovině 19. století zbořena.

## Popis
Zděná kaple má sokl vyzděný z neomítaných pískovcových kvádrů. Nad ním pokračuje kvádříkové zdivo, které završuje jehlancová střecha s litinovým křížkem. Stavba je omítaná, se čtyřmi půlkruhově ukončenými okny v lisenových rámech. Pilastry v průčelí s portikem nesou vlys a římsu. Výklenek uvnitř kaple je zaklenut valenou klenbou. Přední vstup rámuje oblouk archivolty, vstup ze zadní strany je chráněný mříží.